# فرد مورغان
فرد مورغان (بالإنجليزية: Fred Morgan)‏ هو ممثل بريطاني (وحمل سابقاً جنسية المملكة المتحدة لبريطانيا العظمى وأيرلندا)، ولد في 1878 بلندن في المملكة المتحدة، وتوفي في 1941.

## وصلات خارجية
- فرد مورغان على موقع IMDb (الإنجليزية)
- فرد مورغان على موقع أول موفي (الإنجليزية)
- فرد مورغان على موقع كينوبويسك (الروسية)